# Carl Bernhard Friedrich Graepel
Carl Bernhard Friedrich August Graepel (né le 17 avril 1818 à Kniphausersiel et mort le 14 octobre 1890 à Jever) est juge et député du Reichstag.

## Biographie
Fils d'un homme d'affaires, il étudie le droit dans les universités d'Iéna, Heidelberg et Göttingen de 1838 à 1841. Au cours de ses études à Iéna en 1838, il devient membre de la Société sur le Burgkeller et en 1840 membre de la fraternité sur le Fürstenkeller (de). En 1843, il entre dans la fonction publique d'Oldenbourg, d'abord au bailliage d'Oldenbourg (de) et à la cour de la ville et de la région. En 1846, il devient secrétaire du tribunal de district d'Ovelgönne et, en 1847, il déménage à Jever. En 1852, il est juge assistant à Cloppenburg, en 1853 juge régional à Ovelgönne et en 1858 juge de district à Elsfleth, où il devient conseiller juridique en 1863. En 1872, il est nommé magistrat à Jever, où il est promu magistrat en chef en 1879.
Il est membre du parlement oldenbourgeois (de) de 1850/51, 1862 à 1866 et de 1869 à 1876 et à partir de 1872 en tant que président. En 1871, il est élu au Reichstag pour le Parti national-libéral dans la 2e circonscription d'Oldenbourg (Varel-Jever), mais il démissionne de ce mandat dès le 18 décembre 1871.
Depuis 1853, il est marié avec Christine Catharina née Süßmilch. Son fils Otto Graepel (de) devient plus tard ministre d'Oldenbourg, sa fille Amalie Eleonore (1868–1947) épouse Johannes Eduard Folckard Willms (de). Graepel est mort en 1890 des complications d'un accident vasculaire cérébral.